# 国际社会主义网络
国际社会主义网络（英語：International Socialist Network）是英国的一个短暂存在的革命社会主义组织。该组织成立于2013年，分裂自社会主义工人党。后来，该组织加入泛左翼政党左翼团结，成为它的一个内部派别。2015年5月，该组织召开全国会议，决定解散组织，并鼓励其成员加入其它社会主义组织。